# Poppy Morgan

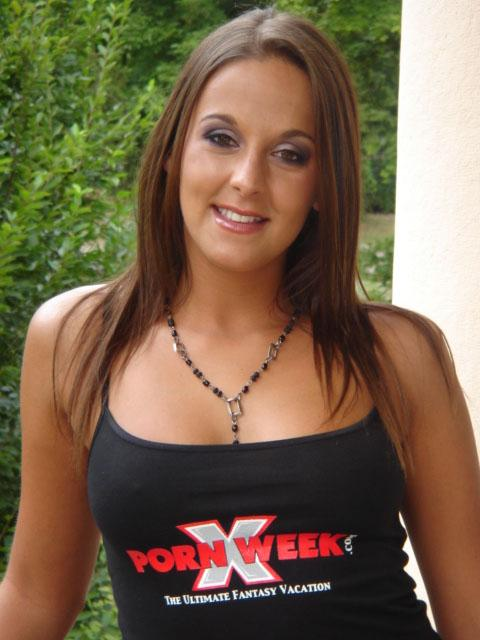
Poppy Morgan, 2007

Poppy Morgan (* 17. Februar 1983 in Kingston upon Hull, England als Angela Hale) ist britisches Model und Pornodarstellerin.

## Leben und Karriere
Morgan ging mit 17 Jahren nach London und arbeitete als Köchin, bevor sie begann, in der Pornobranche Filme zu drehen. Sie hat eine Zwillingsschwester, die jedoch nicht in der Branche tätig ist. Morgan hat seit ihrem Debüt im Jahr 2003 in circa 255 Filmen mitgespielt. Der Film The Wedding (produziert von Poppy Morgan Productions) dokumentiert ihre wirkliche Hochzeit mit Darren Morgan, von dem sie sich mittlerweile geschieden hat. Weiterhin betreiben die beiden die Firma Poppy Morgan Productions. Morgan war regelmäßig in der Fernsehsendung Porn Week zu sehen. 2013 warb u. a. sie erfolgreich dafür, ihre Heimatstadt Hull überraschend zur UK City of Culture des Jahres 2017 zu machen.

## Auszeichnungen
- 2006: UK Adult Film Award: „Best Female Actress of the Year“
- 2006: Eroticline Award: „Beste Darstellerin International“
- 2008: AVN Award: „Best Sex Scene in a Foreign-Shot Production“ (in Furious Fuckers – Final Race, zusammen mit Gianna Michaels, Vanessa Hill, Sarah James, Marsha Lord, Kelly Stafford, Jazz Duro, Omar Galanti, Kid Jamaica, Joachim Kessef)[4]
- 2010: AVN Award: „Best All-Girl Three-Way Sex Scene“ (in The 8th Day, zusammen mit Tori Black und Bree Olson)[5]

## Filmografie (Auswahl)
Nach Angaben der British Adult Film Database hat Morgan bis Februar 2023 in knapp 255 Filmen mitgespielt. Außerdem listet die Internet Adult Film Database einen Film auf, in dem sie Regie geführt hat.
- 2003: Freddie's All Anal Babes 1
- 2004: Deep in Cream 5: Cum on In
- 2004: The Wedding
- 2004: Maids in Britain 2: Maid to Pleasure
- 2005: Deepthroat Virgins 12
- 2005: Dirty Birds
- 2005: Brit Pop
- 2005: Cream Pie 34
- 2006: Poppy Morgan's Knob Noshers
- 2007: Furious Fuckers – Final Race
- 2009: The 8th Day
- 2009: White Kong Dong 2
- 2010: Dirty Games XXX
- 2010: Drenched in Love
- 2010: North South Divide
- 2012: Hung Like A War Horse... A XXX Spoof
- 2011: Porn Week: Brit Fuckers
- 2012: My Sister Is The Teachers Pet
- 2013: Anal Wreckage 6
- 2013: Euro Girls Talk Sluts
- 2014: Licking and Fingering
- 2014: Take Her Cherry 2
- 2016: Black Kong Dong 27
- 2017: Mirror Mirror (III)